# Rhizoecus sasae
Rhizoecus sasae är en insektsart som beskrevs av Sadao Takagi och Kawai 1971. Rhizoecus sasae ingår i släktet Rhizoecus och familjen ullsköldlöss. Inga underarter finns listade i Catalogue of Life.